# Gli occhi dei gatti
Gli occhi dei gatti (C.A.T.S. Eyes) è una serie televisiva britannica in 30 episodi trasmessi per la prima volta nel corso di tre stagioni dal 1985 al 1987. È uno spin-off della serie Ispettore Maggie (The Gentle Touch). È una serie poliziesca a sfondo spionistico incentrata sulle vicende di tre donne agenti segreti sullo stile di Charlie's Angels.

## Trama
L'ispettrice Maggie Forbes (protagonista della serie originaria Ispettore Maggie), dopo aver lasciato la polizia, diventa detective privato per l'agenzia di investigazioni "Eyes Enquiry Agency" che è in realtà una copertura per una squadra governativa segreta chiamata CATS (Covert Activities Thames Section). Il team comprende anche la raffinata laureata ad Oxford Pru Standfast e l'esperta di computer Frederica "Fred" Smith. Nigel Beaumont è "l'uomo dal ministero" che sovrintende le loro attività. Per la seconda stagione, Pru lascia la squadra e viene sostituita da Tessa Robinson.

## Personaggi e interpreti

### Personaggi principali
- Maggie Forbes (30 episodi, 1985-1987), interpretata da Jill Gascoine.
- Fred Smith (30 episodi, 1985-1987), interpretato da Leslie Ash.
- Tessa Robinson (18 episodi, 1986-1987), interpretata da Tracy-Louise Ward.
- Pru Standfast (12 episodi, 1985), interpretata da Rosalyn Landor.

### Personaggi secondari
- Nigel Beaumont (2 episodi, 1985), interpretato da Don Warrington.
- Henry Woods (2 episodi, 1985-1987), interpretato da Donald Churchill.
- Desmond Proudfoot (2 episodi, 1985-1987), interpretato da Peter Dennis.
- Jeffrey Mortimer (2 episodi, 1985-1987), interpretato da John Pennington.
- McNeill (2 episodi, 1985-1986), interpretato da James Cosmo.
- Parsons (2 episodi, 1985-1986), interpretato da Jon Iles.
- Skipper (2 episodi, 1985-1986), interpretato da Ken Sharrock.
- Prinley (2 episodi, 1985), interpretato da Richard Beale.
- Comandante (2 episodi, 1985), interpretato da David Rolfe.
- Zhukov (2 episodi, 1986-1987), interpretato da Alan Downer.
- Maitland (2 episodi, 1986-1987), interpretato da Gavin Richards.

## Produzione
La serie, ideata da Terence Feely, fu prodotta da TVS Television. Le musiche furono composte da John Kongos e Barbara Thompson.

### Registi
Tra i registi sono accreditati:
- Alan Bell in un episodio (1987)
- Dennis Abey
- Edward Bennett
- William Brayne
- Tom Clegg
- Robert Fuest
- James Hill
- Terry Marcel
- Francis Megahy
- Raymond Menmuir
- Gerry Mill
- Ian Sharp
- Anthony Simmons
- Ian Toynton
- Claude Whatham
- Carol Wiseman
- J.B. Wood

### Sceneggiatori
Tra gli sceneggiatori sono accreditati:
- Terence Feely in 8 episodi (1985-1987)
- Barry Appleton
- Jeremy Burnham
- Jeffrey Caine
- Andy de la Tour
- Reg Ford
- Don Houghton
- Ray Jenkins
- Jenny McDade
- Francis Megahy
- Gerry O'Hara
- Ben Steed
- Paul Wheeler
- Martin Worth

## Distribuzione
La serie fu trasmessa nel Regno Unito dal 12 aprile 1985 al 6 giugno 1987 sulla rete televisiva Independent Television. In Italia è stata trasmessa nella stagione 1988-1990 su RaiUno con il titolo Gli occhi dei gatti.
Alcune delle uscite internazionali sono state:
- nel Regno Unito il 12 aprile 1985 (C.A.T.S. Eyes)
- in Francia (Signé Cat's Eyes)
- in Italia (Gli occhi dei gatti)

## Episodi
| Stagione         | Episodi | Prima TV Regno Unito |
| ---------------- | ------- | -------------------- |
| Prima stagione   | 12      | 1985                 |
| Seconda stagione | 11      | 1986                 |
| Terza stagione   | 7       | 1987                 |